# Demencija
Demencija je postupno pogoršanje intelektualnih sposobnosti sve do narušavanja socijalnog i radnog funkcioniranja. Najistaknutiji simptomi su teškoće u pamćenju, posebno nedavnih događaja, loša prosudba – osoba ima teškoća u razumijevanju, planiranju ili odlučivanju (afazija, disartrija), gubi vlastite standarde i kontrolu nad porivima, sposobnost apstraktnog mišljenja opada, uobičajene su emocionalne smetnje, uključujući afekt i povremene ispade.
Tijek demencije može biti progresivan, statičan ili se može povremeno povući, ovisno o uzrocima. S vremenom mnogi oboljeli postaju apatični i povučeni, a u terminalnoj fazi osoba gubi integritet i živost ličnosti te ne primjećuje okolinu.
Najčešći uzrok demencije su cerebrovaskularne bolesti koje ometaju dotok krvi u mozak.
Procjenjuje se da u Hrvatskoj ima oko 80 tisuća oboljelih od demencije, temeljeno na izračunu da demencija zahvaća 10 % osoba starijih od 65 godina.

## Uzroci demencije
Demencije se obično dijele u dvije kategorije:
1. primarna demencija je izravno izazvana oštećenjem mozga
2. sekundarna demencija je uzrokovana bolestima koje ne napadaju mozak izravno

Primarna demencija – Alzheimerova bolest čini 50 % demencija među starijima. U slučaju Alzheimera moždano tkivo nepovratno propada, a smrt nastupa 10-12 godina nakon pojave simptoma bolesti. Bolest je češća među ženama nego muškarcima.
Bolest započinje teškoćama u koncentraciji i pamćenju novonaučenog materijala; osoba djeluje rastreseno i razdražljivo, što uskoro počinje ometati svakodnevni život. Osoba okrivljava druge zbog vlastitih neuspjeha i umišlja da je netko proganja. Pamćenje i dalje slabi, a osoba postaje sve više dezorijentirana i uzrujana.
Primarna fiziološka promjena u mozgu, očigledna pri autopsiji, je opća atrofija cerebralnog korteksa zbog gubitka živčanih stanica, a naročito živčanih vlakana i dendrita. Kao uzroci takvih promjena spominju se promjene broja acetilkolinskih neurona, geni, aluminij, zarazne bolesti kao encefalitis i meningitis, neurološke bolesti kao Huntingtonova bolest, Parkinsonova bolest te hidrocefalus s normalnim pritiskom.
Sekundarne demencije mogu nastati zbog niza bolesti ili stanja. Značajan uzrok je depresija i to naročito ona koja uključuje psihomotoričko usporavanje. Ostali uzroci uključuju hormonalnu neravnotežu, lijekove i arteriosklerozu, moždane udare, različite infekcije AIDS, upala pluća i slično.

## Liječenje demencije
Ako je uzrok demencije moguće vratiti u početno stanje, trebalo bi odmah započeti s odgovarajućim liječenjem, npr. ispravljanjem hormonale neravnoteže. Alzheimerova bolest do sada nema lijeka. Potrebne su i psihosocijalne intervencije jer se o dementnim osobama treba i brinuti. Zadatak skrbi o dementnim bolesnicima obično pada na njihove obitelji, koje i same trebaju podršku i informacije o tom zadatku.